# Martim Mayer
Martim Borges Coutinho de Lima Mayer, ou simplesmente Martim Mayer (Lisboa, 1 de dezembro de 1973) é um empresário português do setor industrial e financeiro, ex-desportista amador e candidato à presidência do Sport Lisboa e Benfica nas eleições de 2025. É neto de Duarte Borges Coutinho, presidente do Benfica entre 1969 e 1977, que conquistou oito campeonatos nacionais de futebol.

## Biografia

### Origem
Nascido em Lisboa, Martim Mayer é sócio do Benfica e desde cedo esteve ligado ao desporto. Iniciou-se no ténis aos 3 anos, chegando a competir oficialmente entre os 12 e 16 anos, período em que representou o Benfica e foi classificado entre os 20 melhores cadetes nacionais. Posteriormente, dedicou-se ao Rugby, sendo capitão nos escalões de juvenis e juniores, acumulando 14 internacionalizações pela Seleção Nacional sub-19 e conquistando dois campeonatos nacionais da categoria.

### Formação acadêmica
Estudou o primeiro ano de Gestão na Católica Lisbon School of Business & Economics (Universidade Católica Portuguesa), em Lisboa. Concluiu ainda cursos de especialização em Private Banking and Wealth Management no BCP (em parceria com o Coutts & Co.) e em Foreign Exchange, Financials and Swaps pelo Banco Mello de Investimentos, em Londres, ministrado pela Euromoney.

## Carreira profissional
Mayer iniciou a carreira nos mercados financeiros no final da década de 1980, trabalhando como corretor na Bolsa de Lisboa ainda durante os estudos universitários. Atuou como broker e trader em instituições como a Siemca Broker e o Banco Mello de Investimentos, especializando-se em operações de câmbio durante a transição do escudo para o euro.
Entre 2000 e 2007 trabalhou no Banco Comercial Português (BCP) e na Full Trust Asset Management, onde foi administrador executivo e acionista fundador. De 2007 a 2012 integrou a Orey Financial como diretor responsável pela área de clientes de elevado património em Lisboa e Porto.
Em 2013, fundou a Flow International Holdings, grupo que adquiriu a Ibérica Indústria de Componentes Metálicos S.A., fornecedora da indústria automóvel, de defesa e de mobilidade elétrica. Sob a sua liderança, a empresa foi reestruturada, tornou-se fornecedora de marcas como BMW e Volkswagen e expandiu-se internacionalmente, com mais de 80% da produção destinada à exportação. Em paralelo, desenvolveu sistemas de partilha de bicicletas e bicicletas elétricas em várias cidades portuguesas.

## Candidatura à presidência do Benfica
Sócio nº 5206, Martim Mayer anunciou em 2025 a candidatura à presidência do Benfica sob o lema "Benfica no Sangue". Apresentou-se como candidato independente, sem ligação a direções anteriores, apesar de já ter integrado a lista de Rui Rangel em 2012 como candidato a vice-presidente.
A candidatura foi lançada oficialmente em Lisboa, no Capitólio, com António Simões como mandatário.  
Entre as propostas apresentadas destacam-se:  
- a criação do cargo de diretor-geral de futebol;[11]
- a ampliação do Estádio da Luz para 83.000 lugares;[12]
- críticas ao “espírito burguês” dentro do clube;[13]
- a escolha de Pedro Ferreira Malaquias como candidato a presidente da Mesa da Assembleia Geral;[14]
- a indicação de Carlos Moura para liderar o Conselho Fiscal do clube;[15]
- a divulgação regular de relatórios claros e acessíveis sobre o estado financeiro do clube;[16]
- o reforço das ligações com os PALOP, especialmente Angola e Moçambique;[17]
- e a criação de escritórios de representação na Suíça, França, Estados Unidos e Canadá, com o objetivo de internacionalizar o clube e mobilizar os adeptos espalhados pelo mundo.[18]

## Vida pessoal
É casado e pai de seis filhos. Além da carreira empresarial, mantém uma ligação próxima ao desporto, praticando futebol, padel, golfe e desportos aquáticos. É membro do Lisbon Turf Club e fluente em português, inglês e espanhol, com conhecimentos de francês e italiano.
Martim Mayer pertence à família Lima Mayer, tradicionalmente ligada à vida empresarial e cultural portuguesa. É neto de Duarte Borges Coutinho, presidente do Benfica entre 1969 e 1977, e descendente de Adolfo de Lima Mayer, empresário associado à criação do Parque Mayer.